# Grant Township (comté de Caldwell, Missouri)
Pour les articles homonymes, voir Grant Township et Grant.
Grant Township est un township du comté de Caldwell dans le Missouri, aux États-Unis,. En 2000, sa population s'élève à 1 224 habitants. Le township est fondé en 1870 et baptisé en référence à Ulysses S. Grant, 18e président des États-Unis.